# Kapo (film)
Kapo (italienska: Kapò) är en italiensk-jugoslavisk-fransk dramafilm från 1960 i regi av Gillo Pontecorvo.
Filmen var Italiens bidrag till Oscar för bästa internationella långfilm 1961.

## Handling
Den judisk flickan Edith och hennes familj förs till koncentrationslägret Auschwitz. I lägret byter hon identitet och stiger till att bli en kapo i arbetslägret.

## Rollista i urval
- Susan Strasberg - Edith / Nicole Niepas
- Laurent Terzieff - Sacha
- Emmanuelle Riva - Teresa
- Didi Perego - Sofia, en kapo
- Gianni Garko - Karl, SS-soldat
- Graziella Galvani - Isabelle
- Paola Pitagora - Georgette
- Dragomir Felba - Salomon Lejtman